# الألم عند الأسماك

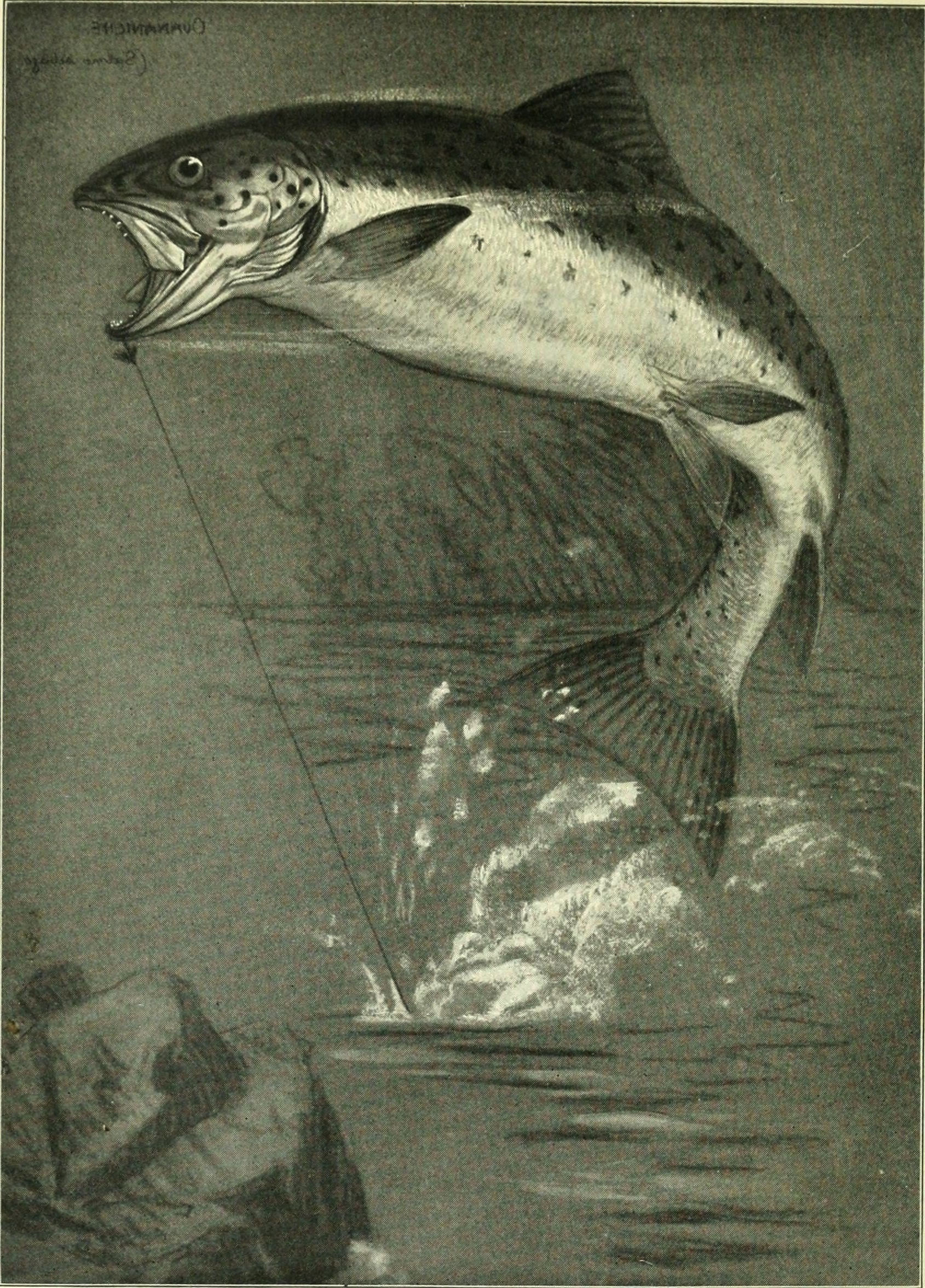
ثمة جدلٌ مستمر حول ما إذا كان يمكن القول إن الأسماك، مثل السلمون الملتصق بهذا الصنارة، تشعر بالألم.

الألم عند الأسماك (بالإنجليزية: Pain in fish) هي حالة تُشير إلى معايير مقترحة تدل على أن الأسماك قد تشعر بالألم، وتتضمن هذه المعايير نظام عصبي مناسب ومستقبلات حسية، ومستقبلات الأفيون والاستجابات المخفضة للمؤثرات الضارة عند إعطاء مسكنات الألم والمخدرات الموضعية، والتغيرات الفسيولوجية نتيجة للمؤثرات الضارة، وإظهار ردود فعل التعلم بالتجنب، وعرض التعلم الاستنادي وإجراء تبادلات بين تجنب المؤثر الضار ومتطلبات أخرى للحوافز.
كون الأسماك تشعر بألم مشابه لما يشعر به البشر أو بشكل مختلف، فهنا تكمن مسألة خلافية. فالألم حالة عقلية معقدة، ذات نوعية إدراكية مميزة ولكنها مرتبطة أيضًا بالمعاناة، وهي حالة عاطفية. ونظرًا لهذه التعقيدات، فإن وجود الألم في حيوان ما، أو في إنسان آخر على سبيل المثال، لا يمكن تحديده بوضوح باستخدام الأساليب المراقبة، ولكن يستنتج أن الحيوانات تشعر بالألم على أساس وجود الوعي الظاهري الذي يستنتج من فسيولوجيا المخ التي توضح الاختلافات بين الأنواع، بالإضافة إلى الردود الفعل الجسدية والسلوكية.
إذا كانت الأسماك تشعر بالألم، فثمة آثار أخلاقية وعواقب للرفق بالحيوانات بما في ذلك عواقب التعرض للملوثات، والممارسات التي تنطوي على الصيد التجاري والترفيهي، وتربية الأحياء المائية، وأسماك الزينة والأسماك المعدلة وراثيًا، والأسماك المستخدمة في البحث العلمي.

## خلفية
إمكانية شعور الأسماك وغيرها من الحيوانات غير البشرية بالألم لها تاريخ طويل. في البداية، استند ذلك إلى حجج نظرية وفلسفية، ولكن في الآونة الأخيرة تحول الأمر إلى التحقيق العلمي.

### الفلسفة

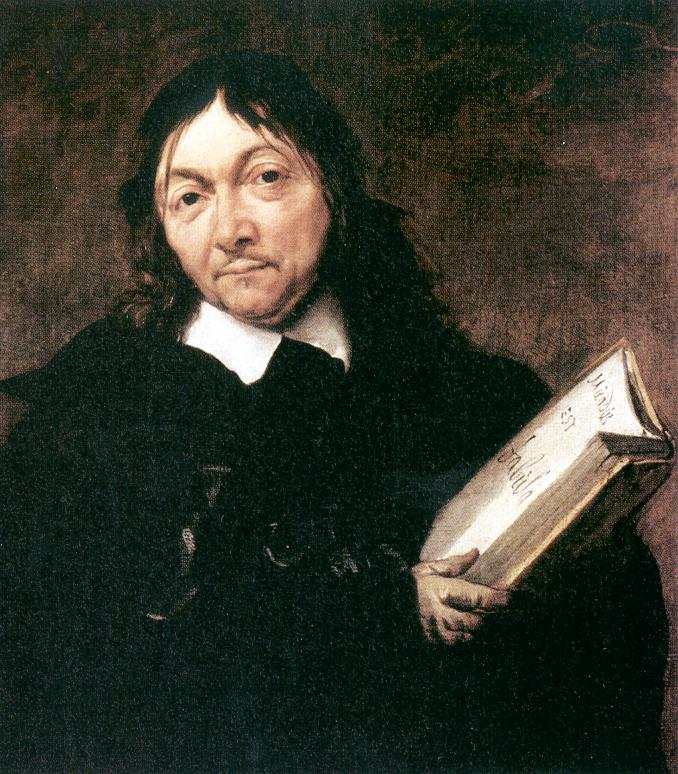
جادل رينيه ديكارت (1596-1650) بأن الحيوانات تفتقر إلى الوعي، وبالتالي لا يمكنها الشعور بالألم

تعود فكرة أن الحيوانات غير البشرية قد لا تشعر بالألم إلى الفيلسوف الفرنسي في القرن السابع عشر، رينيه ديكارت، الذي جادل بأن الحيوانات لا تعاني من الألم والمعاناة لأنها تفتقر إلى الوعي. في عام 1789، تناول الفيلسوف والإصلاحي الاجتماعي البريطاني، جيريمي بنثام، في كتابه مقدمة لمبادئ الأخلاق والتشريع، مسألة معاملتنا للحيوانات بالكلمات التالية التي كثيرًا ما يتم اقتباسها: "ليس السؤال، هل يمكنهم التفكير؟ ولا هل يتكلمون؟ لكن هل يعانون؟ " قال تشارلز داروين: "من الواضح أن الحيوانات الدنيا، مثل الإنسان، تشعر باللذة والألم والسعادة والبؤس".
اقترح بيتر سينجر، عالم الأخلاقيات الحيوية ومؤلف كتاب "تحرير الحيوان" الذي نُشر عام 1975، أن الوعي ليس بالضرورة هو القضية الرئيسية: فمجرد أن الحيوانات لديها أدمغة أصغر، أو أنها "أقل وعيًا" من البشر، لا يعني أنها لا تشعر بالألم. ويذهب إلى أبعد من ذلك ليقول إننا لا نفترض أن الأطفال حديثي الولادة، أو الأشخاص الذين يعانون من أمراض الدماغ التنكسية العصبية أو الأشخاص الذين يعانون من صعوبات التعلم يعانون من ألم أقل ممّا نتوقع.
كتب برنارد رولين، المؤلف الرئيس لقانونين في الولايات المتحدة ينظمان تخفيف الألم للحيوانات، أن الباحثين كانوا لا يزالون غير متأكدين حتى الثمانينيات ما إذا كانت الحيوانات تشعر بالألم، وكانت المدرسة البيطرية المعتمدة في الولايات المتحدة قبل عام 1989 تعلم الطلاب ببساطة تجاهل ألم الحيوانات. وفي تفاعلاته مع العلماء والبياطرة الأخرى، كان يُطلب من رولين باستمرار "إثبات" أن الحيوانات واعية، وتقديم أسس "علمية مقبولة" للادعاء بأنها تشعربالألم.
استمرارًا حتى التسعينيات، حين تطورت المناقشات بشكل أكبر حول الأدوار التي تلعبها الفلسفة والعلوم في فهم إدراك وعقلية الحيوانات. ففي السنوات اللاحقة، قيل إن هناك دعمًا قويًا للاقتراح القائل بأن بعض الحيوانات (على الأرجح السلويات) لديها على الأقل أفكار ومشاعر واعية بسيطة وأن وجهة نظر الحيوانات التي تشعر بالألم بشكل مختلف عن البشر هي الآن وجهة نظر الأقلية.

### البحث العلمي
في القرنين العشرين والحادي والعشرين، ظهرة مجموعة من التحقيقات العلمية حول الألم في الحيوانات غير البشرية. وكانت الدكتورة لين سنيدون، مع زملائها برايثويت وجنتل، أول من اكتشف مستقبلات الأذية (مستقبلات الألم) في الأسماك. وذكرت أن الأسماك تظهر تغيرات مرتبطة بالألم في وظائف الأعضاء والسلوك، والتي تقل بواسطة مسكنات الألم، وتظهر نشاطًا دماغيًا أعلى عند تحفيزها بشكل مؤلم. وكتبت فيكتوريا بريثويت، في كتابها "هل تشعر الأسماك بالألم؟" أن الأسماك، مثل الطيور والثدييات، لديها القدرة على الوعي الذاتي، ويمكن أن تشعر بالألم. قال دونالد بروم، أستاذ رعاية الحيوان بجامعة كامبريدج بإنجلترا، إن معظم أنظمة الألم لدى الثدييات توجد أيضًا في الأسماك، والتي يمكن أن تشعر بالخوف ولديها عواطف يتحكم فيها في دماغ السمكة في مناطق مختلفة من الناحية التشريحية، ولكنها من الناحية الوظيفية فهي مشابهة جدًا لتلك الموجودة في الثدييات.
توافق الجمعية الأمريكية للطب البيطري بالرأي الذي يقول إن الأسماك تشعر بالألم قائلة إن الأدلة تدعم الموقف القائل بأن الأسماك يجب أن تُمنح نفس الاعتبارات مثل الفقاريات الأرضية فيما يتعلق بتخفيف الألم. قامت الجمعية الملكية لمنع القسوة على الحيوانات، في بريطانيا، بتكليف لجنة مستقلة من الخبراء في عام 1980. وخلصوا إلى أنه كان من المعقول الاعتقاد بأن جميع الفقاريات قادرة على المعاناة إلى حد ما أو آخر. أضافت الجمعية الملكية لمنع القسوة على الحيوانات في أستراليا مؤخرًا أن الأدلة على أن الأسماك قادرة على المعاناة بسبب الألم والمعاناة تتزايد لبضع سنوات. قالت هيئة سلامة الأغذية الأوروبية التابعة للاتحاد الأوروبي المعنية بصحة الحيوان ورعايته إن ميزان الأدلة يشير إلى أن بعض أنواع الأسماك يمكن أن تعاني من الألم. وذكر تقرير اللجنة البريطانية لرعاية حيوانات المزرعة لعام 2014، رأي حول رفاهية الأسماك المستزرعة، إن الإجماع العلمي هو أن الأسماك يمكنها اكتشاف المحفزات الضارة والاستجابة لها، وتعاني من الألم.

#### الثدييات
في عام 2001 نُشرت دراسات تُظهر أن الفئران المصابة بالتهاب المفاصل تختار ذاتيًا المسكنات الأفيونية. في عام 2014، نشرت المجلة البيطرية لرعاية الحيوانات الصغيرة مقالًا عن التعرف على الألم الذي بدأ - "القدرة على الشعور بالألم مشتركة عالميًا بين جميع الثدييات..." وفي عام 2015، نشرت المجلة العلمية مجلة الألم، أن العديد من أنواع الثدييات مثل (الجرذان، والفأر، والأرانب، والقط، والحصان) تتبنى تعبيرات وجهية استجابة لمحفز ضار يتوافق مع التعبير عن الألم لدى البشر.

#### الطيور
في نفس الوقت الذي أجريت فيه التحقيقات التي أجريت على الفئران المصابة بالتهاب المفاصل، نُشرت دراسات تظهر أن الطيور التي تعاني من تشوهات في المشي تختار ذاتيًا لنظام غذائي يحتوي على كاربروفين، وهو مسكن بشري. في عام 2005، كُتب "من المحتمل أن يكون ألم الطيور مشابهًا للألم الذي تعاني منه معظم الثدييات" وفي عام 2014، كُتب "...من المقبول أن تدرك الطيور وتستجيب للمنبهات الضارة وأن تشعر بالألم".

#### الزواحف والبرمائيات
نشرت مقالات في الطب البيطري تفيد بأن كلا من الزواحف والبرمائيات تعاني من الألم بطريقة مماثلة للإنسان، وأن المسكنات فعالة في هاتين الفئتين من الفقاريات.

#### الحجة عن طريق القياس
في عام 2012، راجع قام الفيلسوف الأمريكي غاري فارنر الأدبيات البحثية التي تناولت الألم عند الحيوانات، ولُخصت النتائج التي توصل إليها في الجدول التالي.
| حجة عن طريق القياس                         | حجة عن طريق القياس | حجة عن طريق القياس | حجة عن طريق القياس | حجة عن طريق القياس | حجة عن طريق القياس |
| خاصية                                      | الأسماك            | البرمائيات         | الزواحف            | الطيور             | الثدييات           |
| ------------------------------------------ | ------------------ | ------------------ | ------------------ | ------------------ | ------------------ |
| لديه مستقبلات للألم                        | Green tick         | Green tick         | Green tick         | Green tick         | Green tick         |
| لديه دماغ                                  | Green tick         | Green tick         | Green tick         | Green tick         | Green tick         |
| ترتبط مستقبلات الألم والدماغ               | Green tick         | ؟                  | ؟                  | ؟                  | Green tick         |
| لديه مواد أفيونية داخلية                   | Green tick         | Green tick         | Green tick         | Green tick         | Green tick         |
| المسكنات تؤثر على الاستجابات               | Green tick         | ؟                  | ؟                  | Green tick         | Green tick         |
| الاستجابة للمنبهات الضارة المشابهة للإنسان | Green tick         | Green tick         | Green tick         | Green tick         |                    |

بالحجج عن طريق القياس، يدعي فارنر أن أي حيوان يعرض الخصائص المدرجة في الجدول يمكن أن يقال إنه يعاني من الألم. على هذا الأساس، استنتج أن جميع الفقاريات، بما في ذلك الأسماك، ربما تعاني من الألم، لكن اللافقاريات باستثناء رأسيات القدم ربما لا تعاني من الألم.
القشريات
ومع ذلك، فقد وجدت بعض الدراسات أن القشريات تظهر استجابات تتفق مع علامات الشعور بالألم والضيق.

## المعاناة من الألم
على الرغم من وجود تعريفات عديدة للألم، إلا أن جميعها تقريبًا تشتمل على مكونين رئيسيين، هما:
أولا، حس الألم مطلوب. وهذه هي القدرة على اكتشاف المحفزات الضارة التي تثير استجابة انعكاسية تُبعد الحيوان بأكمله أو الجزء المصاب من جسمه بسرعة بعيدًا عن مصدر المنبه. لا يعني مفهوم الشعور بالألم أي "شعور" غير موضوعي - إنه فعل انعكاسي. مثال على ذلك هو الانسحاب السريع لإصبع لامس شيئًا ساخنًا - يحدث الانسحاب قبل الشعور بالألم فعليًا.
المكون الثاني هو تجربة "الألم" نفسه، أو المعاناة - التفسير الداخلي والعاطفي للتجربة المسبب للألم. مرة أخرى عند البشر، هذا هو الوقت الذي يبدأ فيه الإصبع المنسحب عن الأذى، بعد لحظات من الانسحاب. لذلك فإن الألم تجربة عاطفية خاصة. ولا يمكن قياس الألم مباشرة في الحيوانات الأخرى، بما في ذلك البشر؛ يمكن قياس الاستجابات للمنبهات المؤلمة المفترضة، ولكن ليس التجربة نفسها. لمعالجة هذه المشكلة عند تقييم قدرة الأنواع الأخرى على الشعور بالألم، تستخدم حجة تلو الأخرى. يعتمد هذا على مبدأ أنه إذا كان الحيوان يستجيب لمحفز بطريقة مماثلة لأنفسنا، فمن المحتمل أن يكون قد مر بتجربة مماثلة.

### الإحساس

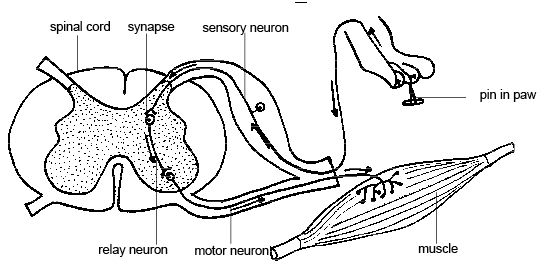
حس الألم: قوس الرد اللا إرادي لكلب لديه سن بقدمه. يرجى ملاحظة أنه لا يوجد اتصال بين الأعصاب والدماغ، ولكن القدم تنتزع بواسطة الانفعالات العصبية التي تولدها النخاع الشوكي. لا توجد تفسيرات واعية للمحفز من قبل الكلب.

عادةً ما يتضمن الألم إرسال إشارة على طول سلسلة من الألياف العصبية من موقع المنبه الضار في المحيط إلى النخاع الشوكي والدماغ. تستدعي هذه العملية استجابة القوس الانعكاسي المتولدة في النخاع الشوكي ولا تشمل الدماغ، مثل الجفل أو انسحاب أحد الأطراف. عُثر على الشعور بالألم، بشكل أو بآخر، في جميع أنواع الحيوانات الرئيسية. يمكن ملاحظة الشعور بالألم باستخدام تقنيات الصور الحديثة، مثل التصوير بالرنين المغناطيسي الوظيفي وتصوير الانبعاث الإيجابي بالإضافة إلى الاستجابة الفسيولوجية والسلوكية التي يمكن اكتشافها بشكل متكرر للشعور بالألم. ومع ذلك، يمكن أن تكون استجابات التحسس الألمي خفية للغاية في حيوانات الفريسة، حتى أن المراقبين المدربين (البشر) لا يمكنهم إدراكها، بينما يمكن للمفترسات الطبيعية اكتشافها ومن ثم استهداف الأفراد المصابين.

### الألم العاطفي
في بعض الأحيان يُتمييز بين "الألم الجسدي" و"الألم العاطفي" أو "الألم النفسي". فالألم العاطفي هو الألم الذي يحدث في غياب الصدمات الجسدية، على سبيل المثال، الألم الذي يعاني منه الإنسان بعد فقدان أحد أفراد أسرته، أو تفكك العلاقة. لقد قيل أن الرئيسيات والبشر هم فقط الذين يمكنهم الشعور "بالألم العاطفي"، لأنهم الحيوانات الوحيدة التي لديها قشرة مخية جديدة – يعتبر جزء من قشرة الدماغ "منطقة التفكير". ومع ذلك، فقد قدمت الأبحاث دليلاً على أن القرود والكلاب والقطط والطيور يمكن أن تظهر علامات الألم العاطفي وتظهر السلوكيات المرتبطة بالاكتئاب أثناء أو بعد تجربة مؤلمة، وعلى وجه التحديد، نقص الحافز والخمول وفقدان الشهية، وعدم الاستجابة للحيوانات الأخرى.

### ألم جسدي
يمكن أن تنتقل النبضات العصبية لاستجابة الإحساس بالألم إلى الدماغ، مما يسجل موقع الإثارة، وشدتها، ونوعها، ومدى عدم الارتياح الذي تسببه. يتضمن هذا الجانب الشخصي للألم الوعي الواعي بالإحساس وعدم الارتياح (التأثير السلبي المؤرق). ومعالجة الدماغ للوعي الواعي بعدم الارتياح (المعاناة)، غير مفهومة بشكل جيد.
هناك عدة قوائم منشورة للمعايير لتحديد ما إذا كانت الحيوانات غير البشرية تعاني من الألم، على سبيل المثال تتضمن بعض المعايير التي قد تشير إلى احتمال شعور نوع آخر، بما في ذلك الأسماك، بالألم:
1. لديها جهاز عصبي مناسب ومستقبلات حسية
2. لديها مستقبلات أفيونية ويظهر استجابات منخفضة للمنبهات الضارة عند إعطاء المسكنات والمخدرات الموضعية
3. التغيرات الفسيولوجية للمنبهات الضارة
4. تعرض تفاعلات حركية تجنب يمكن أن تتضمن تقليل استخدام المنطقة المصابة مثل العرج أو الاحتكاك أو الإمساك أو الانشطار الذاتي
5. تظهر تعلم التجنب[الإنجليزية]
6. تظهر المفاضلة بين تجنب التحفيز الضار والمتطلبات التحفيزية الأخرى
7. قدرة معرفية عالية وحساسية

## القيمة التكيفية
إن القيمة التكيفية للإيذاء واضحة؛ الكائن الحي الذي يكتشف منبهًا ضارًا يسحب على الفور الطرف أو الزائدة أو الجسم بالكامل من المنبه الضار وبالتالي يتجنب المزيد من الإصابات (المحتملة). ومع ذلك، فإن سمة الألم (في الثدييات على الأقل) هي أن الألم يمكن أن يؤدي إلى فرط التألم (حساسية متزايدة للمنبهات الضارة) وألم خيفي (حساسية متزايدة للمنبهات غير الضارة). عندما يحدث هذا التحسس المتزايد، تكون القيمة التكيفية أقل وضوحًا. أولاً، يمكن أن يكون الألم الناتج عن زيادة الحساسية غير متناسب مع تلف الأنسجة الفعلي الناتج. ثانيًا، قد يصبح التحسس المتزايد أيضًا مزمنًا، ويستمر إلى ما بعد شفاء الأنسجة. قد يعني هذا أنه بدلاً من أن يتسبب تلف الأنسجة الفعلي في الشعور بالألم، فإن الألم الناتج عن زيادة الحساسية هو الذي يصبح مصدر القلق. هذا يعني أن عملية التوعية توصف أحيانًا بأنها غير قادرة على التكيف. غالبًا ما يُقترح أن يساعد فرط التألم والألم العضلي الكائنات الحية على حماية نفسها أثناء الشفاء، ولكن الدليل التجريبي لدعم هذا كان ناقصًا.
في عام 2014، اختبرت القيمة التكيفية للتوعية الناتجة عن الإصابة باستخدام التفاعلات المفترسة بين حبار ساحلي ذو زعانف طويلة وسمك البحر الأسود الباس وهما من الحيوانات المفترسة الطبيعية لهذا الحبار. إذا استهدف الحبار المصاب بواسطة باس، فقد بدأوا سلوكهم الدفاعي في وقت أقرب (يشار إليه بمسافات تنبيه أكبر ومسافات بدء طيران أطول) من الحبار غير المصاب. إذا أعطي مخدر (1% إيثانول ومغنيزيوم كلورايد) قبل الإصابة، فإن هذا يمنع التحسس ويمنع التأثير السلوكي. يزعم المؤلفون أن هذه الدراسة هي أول دليل تجريبي يدعم الحجة القائلة بأن التحسس المسبب للألم هو في الواقع استجابة تكيفية للإصابات.
لقد طرح السؤال "إذا كانت الأسماك لا تشعر بالألم، فلماذا لدى سمك الرقيطة السامة شوك الذيل الدفاعي الذي يسبب السم؟ فالحيوانات المفترسة الأساسية لسمك الرقيطة هي الأسماك. ولماذا تمتلك العديد من الأسماك شوكًا دفاعية، بعضها يحتوي على سم يسبب الألم لدى البشر؟" وبعضها يحتوي أيضًا على سم يسبب الألم للبشر؟

## نتائج البحث

### الجهاز العصبي المحيطي

#### المستقبلات والألياف العصبية

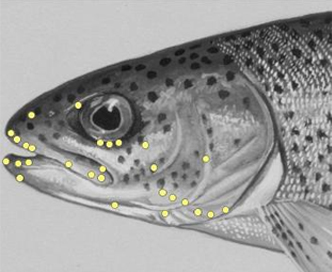
سلمون قوس قزح له مستقبلات للألم على الوجه والعينين والأنف ومناطق أخرى من الجسم

الأسماك البدائية مثل الجلكيات لها نهايات عصبية حرة في الجلد تستجيب للحرارة والضغط الميكانيكي. ومع ذلك، لم تسجل التفاعلات السلوكية المرتبطة بالألم، كما أنه من الصعب تحديد ما إذا كانت المستقبلات الميكانيكية في لامبري مسبب للألم حقًا أو ببساطة خاصة بالضغط.
حدّدت مستقبلات الألم في الأسماك لأول مرة في عام 2002. وصممت الدراسة لتحديد ما إذا كانت مستقبلات الألم موجودة في العصب ثلاثي التوائم على رأس سمك السلمون ولمراقبة النتائج الفسيولوجية والسلوكية للتحفيز الضار لفترات طويلة. حُقنت شفاه سلمون قوس قزح بحمض الخليك، بينما حُقنت مجموعة أخرى بسم النحل. واختيرت هذه المواد لأن بروتونات الحمض تحفز الأعصاب المسبب للألم في الثدييات والضفادع، في حين أن للسم تأثير التهابي في الثدييات وكلاهما معروف بأنه مؤلم للإنسان. أظهرت الأسماك سلوكيات غير طبيعية مثل الاهتزاز جنبًا إلى جنب وفرك شفاهها على طول جوانب وأرضيات الخزانات. زاد معدل تنفسهم، وقللوا من كمية السباحة. وفركت المجموعة الحمضية أيضًا شفاههم بالحصى. أثبت فرك المنطقة المصابة لتخفيف الألم عند البشر والثدييات. حدّد 58 مستقبلًا على وجه ورأس سلمون قوس قزح. يمكن تصنيف اثنين وعشرين من هذه المستقبلات كمستقبلات للألم، لأنها استجابت للضغط الميكانيكي والحرارة (أكثر من 40 درجة مئوية). ثمانية عشر تفاعلوا أيضًا مع حمض الأسيتيك. تميزت استجابة المستقبلات للتحفيز الميكانيكي والحراري والكيميائي الضار بوضوح بأنها مستقبلات ألم متعددة الوسائط. كانت لها خصائص مماثلة لتلك الموجودة في البرمائيات والطيور والثدييات، بما في ذلك البشر. استغرقت السلمون التي حقنت بالسم أو الحمض ما يقرب من 3 ساعات لاستئناف الأكل، بينما استغرقت مجموعة المحلول الملحي ومجموعة المراقبة حوالي ساعة واحدة. قد يكون هذا سلوكًا وقائيًا، حيث تتجنب الحيوانات استخدام طرف مؤلم، مما يمنع استمرار الألم والأذى الذي يحدث للمنطقة.
سلمون قوس قزح له مستقبلات ألم متعددة الأشكال على الوجه والخطم تستجيب للضغط الميكانيكي، ودرجات الحرارة في النطاق الضار (أقل من 40 درجة مئوية)، وحمض الخليك 1% (مهيج كيميائي). عُثر على المستقبلات الجلدية بشكل عام لتكون أكثر حساسية للمنبهات الميكانيكية من تلك الموجودة في الثدييات والطيور، مع استجابة بعضها للمنبهات منخفضة 0.001 جم. يتطلب ذلك في البشر 0.6 غرام على الأقل. قد يكون هذا بسبب تلف جلد السمك بسهولة أكبر، مما يستلزم أن يكون لمستقبلات الألم عتبات أقل. وجدت دراسات أخرى أن مستقبلات الألم تنتشر على نطاق واسع على أجسام سلمون قوس قزح، وكذلك على أجسام سمك القد والكارب. أكثر مناطق الجسم حساسية هي حول العينين والأنف والأجزاء اللحمية من الذيل والزعانف الصدرية والظهرية.
سلمون قوس قزح له أيضًا مستقبلات للألم في القرنية. من بين 27 مستقبلًا فحصت في دراسة واحدة، كان سبعة منها عبارة عن مستقبلات ألم متعددة الوسائط وستة مستقبلات ألم ميكانيكية حرارية. كانت العتبات الميكانيكية والحرارية أقل من عتبات المستقبلات الجلدية، مما يشير إلى حساسية أكبر في القرنية.
تمتلك الأسماك العظمية مستقبلات للألم مماثلة في وظيفتها لتلك الموجودة في الثدييات.
هناك نوعان من الألياف العصبية ذات الصلة بألم الأسماك. الألياف العصبية من المجموعة سي هي نوع من الألياف العصبية الحسية التي تفتقر إلى غمد المايلين ولها قطر صغير، مما يعني أن لديها سرعة توصيل عصبي منخفضة. المعاناة التي يربطها البشر بالحروق أو آلام الأسنان أو إصابات التكسير ناتجة عن نشاط الألياف سي. يحتوي العصب الجلدي البشري النموذجي على 83% ألياف عصبية من المجموعة سي. الألياف العصبية المجموعة  أهي نوع آخر من الألياف العصبية الحسية، ومع ذلك، فهي مليئة بالميلين وبالتالي تنقل نبضات أسرع من ألياف سي غير الماييلية. تحمل ألياف الألياف العصبية المجموعة  أ والبرودة والضغط وبعض إشارات الألم، وترتبط بالألم الحاد الذي ينتج عنه "الابتعاد" عن المحفزات الضارة.
تمتلك الأسماك العظمية ألياف من المجموعة سي وأ تمثل 38.7% (مجمعة) من الألياف الموجودة في أعصاب الذيل في أسماك الكارب الشائع و36% من العصب ثلاثي التوائم لسلمون قوس قزح. ومع ذلك، فإن 5% و4% فقط من هذه هي ألياف سي في الكارب وسلمون قوس قزح على التوالي.
تمتلك بعض أنواع الأسماك الغضروفية الألياف العصبية المجموعة  أ، ومع ذلك، فإن ألياف سي إما غائبة أو توجد بأعداد قليلة جدًا. تحتوي لافكيات ( أسماك مخاطية ولامبري) بشكل أساسي على ألياف المجموعة سي.

### الجهاز العصبي المركزي

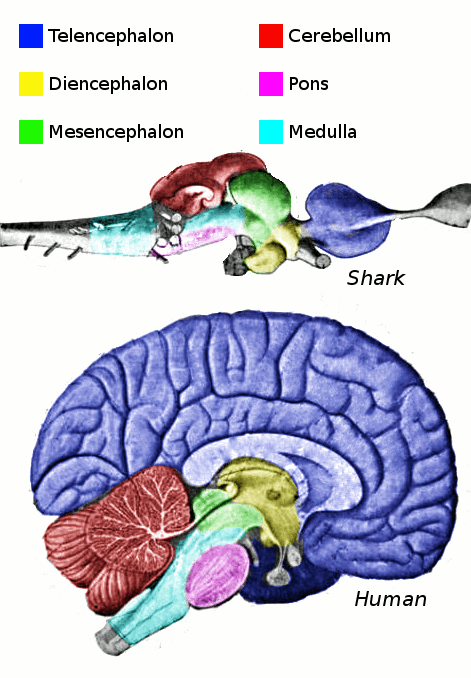
مناطق دماغ أسماك القرش والبشر

يحتوي الجهاز العصبي المركزي للأسماك على النخاع الشوكي، والنخاع المستطيل، والدماغ، مقسم إلى الدماغ البيني، والدماغ البيني، والدماغ المتوسط، والمخيخ.
في الأسماك، على غرار الفقاريات الأخرى، ينتقل الشعور بالألم من الأعصاب الطرفية على طول الأعصاب الشوكية وينتقل عبر الحبل الشوكي إلى المهاد. يرتبط المهاد بالدماغ عن طريق وصلات متعددة من خلال المادة الرمادية الباليوم، والتي ثبت أنها تتلقى مرحلات الأعصاب للمحفزات الضارة والميكانيكية.
السبل الرئيسية التي تنقل معلومات الألم من الأطراف إلى الدماغ هي سبيل نخاعي مهادي (للجسم) وعصب ثلاثي التوائم (للرأس). درس كلا المسارين في الأسماك العظمية والهامشية واللافقاريات العضوية (الثلاثي الأعصاب في سمك القرموط العادي، والحبل الشوكي الثلاسمي في سمك البحر الصخري الكاروليني)

#### المخ
إذا كانت الاستجابات الحسية في الأسماك مقتصرة على النخاع الشوكي والدماغ الخلفي، فيمكن اعتبارها مجرد ردود فعل انعكاسية. ومع ذلك، فإن التسجيلات من الحبل الشوكي والمخيخ والسقف والدماغ في كل من سمك السلمون المرقط والسمكة الذهبية تظهر أن جميعها تستجيب لمحفزات ضارة. يشير هذا إلى مسار مسبب للألم من المحيط إلى الجهاز العصبي المركزي للأسماك.
يوضح تحليل المصفوفة الدقيقة للتعبير الجيني أن الدماغ نشط على المستوى الجزيئي في الدماغ الأمامي والدماغ المتوسط والدماغ الخلفي للكارب الشائع وسلمون قوس قزح. تنظم العديد من الجينات المشاركة في الشعور بالألم في الثدييات، مثل عامل التغذية العصبية المشتق من الدماغ ومستقبل كانابينويد نوع 1 في دماغ السمكة بعد حدث مسبب للألم.
الجهد الحسي الجسدي المحرض هي استجابات كهربائية ضعيفة في الجهاز العصبي المركزي بعد تحفيز الأعصاب الحسية المحيطية. تشير هذه أيضًا إلى وجود مسار من مستقبلات الألم المحيطية إلى مناطق الدماغ العليا. في الأسماك الذهبية وسلمون قوس قزح وسمك السلمون الأطلسي وسمك القد الأطلنطي، أثبت أن التحفيز المفترض غير الضار والضار يثير الجهد الحسي الجسدي المحرض في مناطق الدماغ المختلفة، بما في ذلك الدماغ عن بعد الذي قد يتوسط - تنسيق معلومات الألم. علاوة على ذلك، أظهرت دراسات التصوير بالرنين المغناطيسي المتعددة التي أجريت على عدة أنواع من الأسماك أنه عند المعاناة من الألم المفترض، يوجد نشاط عميق في الدماغ الأمامي يذكرنا إلى حد كبير بالنشاط الذي لوحظ في البشر ويمكن اعتباره دليلاً على التجربة من الألم في الثدييات.
لذلك، تنشيط مناطق الدماغ "العليا" على المستويات الجزيئية والفسيولوجية والوظيفية في الأسماك التي تعاني من حدث مؤلم محتمل. ذكر سنيدون أن "هذا يعطي وزنا كبيرا للاقتراح بأن الأسماك تعاني شكلا من أشكال الألم بدلا من حدث مسبب للعظميات

### نظام المواد الأفيونية وآثار المسكنات

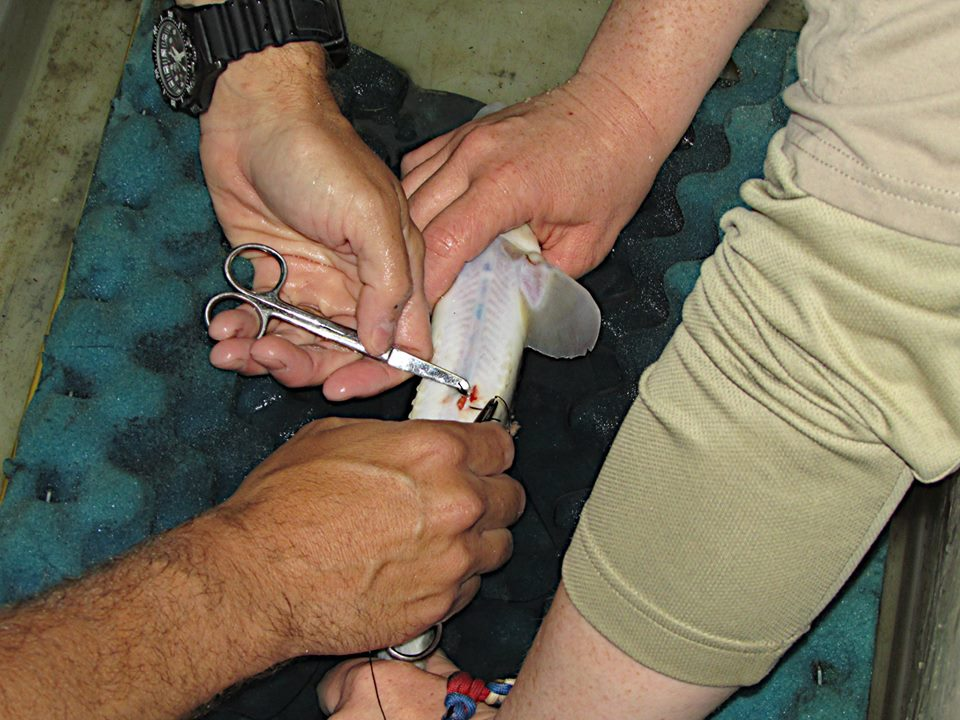
يشيع استخدام المسكنات ومواد التخدير في جراحة الأسماك

تحتوي أسماك العظميات على نظام أفيوني وظيفي يتضمن وجود مستقبلات أفيونية مماثلة لتلك الموجودة في الثدييات. كانت المستقبلات الأفيونية موجودة بالفعل في أصل الفقاريات الفكية قبل 450 مليون سنة. جميع الأربعة أنواع الرئيسية من مستقبل أشباه الأفيونيات (مستقبلات الديلتا والكابا ومستقبلات الأفيون ومستقبلات النوسيسبتين) محفوظة في الفقاريات، حتى في الأسماك البدائية الخالية من الفكوك (أجنثوستوما).
غالبًا ما تستخدم نفس المسكنات والمخدر المستخدمة في البشر والثدييات الأخرى للأسماك في الطب البيطري. تعمل هذه المواد الكيميائية على مسارات مسبب للألم، حيث تحجب الإشارات إلى الدماغ حيث تتم معالجة الاستجابات العاطفية للإشارات بشكل أكبر بواسطة أجزاء معينة من الدماغ موجودة في السلى (" السلويات").

#### آثار المورفين

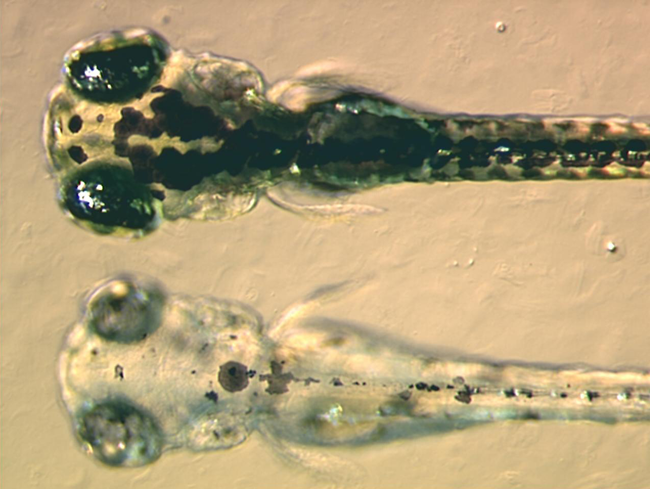
تظهر يرقات دانيو المخطط البالغة من العمر خمسة أيام استجابات سلوكية تدل على الألم استجابةً لحمض الأسيتيك المخفف

العلاج المسبق بالمورفين ( مسكن للآلام في البشر والثدييات الأخرى) له تأثير مضاد للألم يعتمد على الجرعة ويخفف من استجابات معدل السلوك والتهوية لسلمون قوس قزح للمنبهات الضارة.
عند حقن حمض الخليك في شفاه سمك السلمون قوس قزح، يظهر السمك سلوكيات غير طبيعية مثل الأرجحة الجانبية وفرك شفاهه على الجوانب والأرضيات للخزانات، وتزيد معدل التهوية لديه. ويقلل الحقن بالمورفين من السلوكيات غير الطبيعية المتعلقة بالمحفز الضار وكذلك من زيادة معدل التهوية. عندما يطبق نفس التحفيز الضار على سمك دانيو المخطط، فإنها تستجيب عن طريق تقليل نشاطها. كما هو الحال مع السلمون قوس قزح، فإن حقن المورفين قبل حقن الحمض يخفف من انخفاض النشاط بطريقة تعتمد على الجرعة.
يؤدي حقن حمض الأسيتيك في شفاه السلمون قوس قزح إلى انخفاض رهابها الطبيعي (الخوف من التجديد)؛ وعكس ذلك عن طريق إدارة المورفين.
في الأسماك الذهبية المحقونة بالمورفين أو المحلول الملحي ثم عرضت لدرجات حرارة غير مريحة، تصرفت الأسماك المحقونة بمحلول ملحي بسلوكيات دفاعية تدل على القلق والحذر والخوف، في حين أن تلك التي أعطيت المورفين لم تفعل ذلك.

#### آثار المسكنات الأخرى
الناقل العصبي المادة بي والأفيونيات المسكنة للألم وبيتا إندورفين، التي تعمل كمسكنات ألم ذاتية المنشأ في الثدييات، موجودة في الأسماك.
المسكنات المختلفة لها تأثيرات مختلفة على الأسماك. في دراسة عن فعالية ثلاثة أنواع من المسكنات، البوبرينورفين (مادة أفيونية)، كاربروفين(عقار مضاد للالتهابات غير ستيرويدي) واليدوكائين (مخدر موضعي)، استخدم معدل التهوية والوقت لاستئناف التغذية كمؤشرات للألم. كان للبوبرينورفين تأثير محدود على استجابة الأسماك، فقد خفف الكاربروفين من آثار التحفيز الضار في الوقت المناسب لاستئناف التغذية، ومع ذلك، قلل الليدوكائين من جميع المؤشرات السلوكية. يمنع تناول الأسبرين التغيير السلوكي الناجم عن حمض الأسيتيك.
يزيد ترامادول أيضًا من عتبة مسبب للألم في الأسماك، مما يوفر دليلًا إضافيًا على وجود نظام أفيوني مضاد للألم في الأسماك.

#### آثار النالوكسون
النالوكسون مضاد لمستقبلات أفيونية المفعول، في الثدييات، ينفي التأثيرات المسكنة للمواد الأفيونية. حيث تظهر كل من أسماك دانيو المخطط البالغة من العمر خمسة أيام استجابات سلوكية تدل على الألم لحمض الخليك المحقون أو المخفف. وتعكس الخصائص المضادة للألم للمورفين أو البوبرينورفين إذا تمت معالجة الكبار، أو اليرقات، مع النالوكسون. قلل كل من النالوكسون والبروليل -لوسيل-جلايسيناميدمضاد أفيوني آخر في الثدييات) من التأثيرات المسكنة للمورفين إلى الصدمات الكهربائية التي تتلقاها السمكة الذهبية، مما يشير إلى أنهما يمكن أن يكونا بمثابة مضادات أفيونية في الأسماك.

### التغيرات الفسيولوجية
تشمل التغيرات الفسيولوجية للأسماك استجابة للمنبهات الضارة ارتفاع معدل التهوية ومستويات الكورتيزول.

### الاستجابات الوقائية

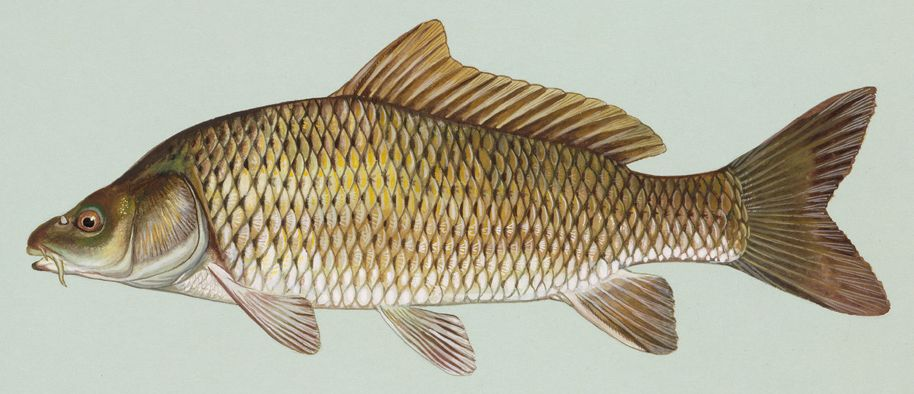
يُظهر الشبوط الشائع المحفز بشكل ضار سلوك هزاز شاذ ويفرك شفتيه على جدران الخزان

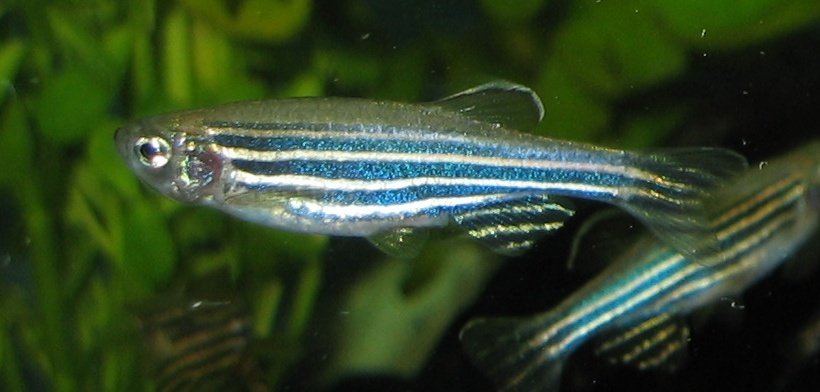
تقلل أسماك دانيو المخطط المحفزة بشكل ضار من تكرار السباحة وتزيد من معدل التهوية

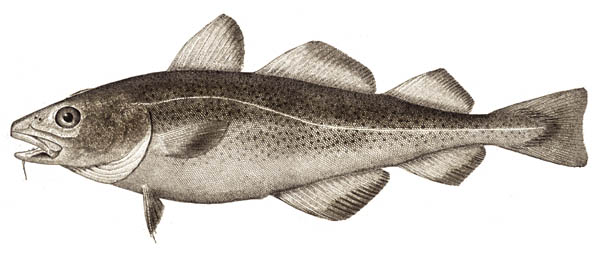
يعرض سمك القد الأطلسي الذي تتعرض خلاياه لتحفيز ضار زيادة في التحليق بالقرب من قاع الحوض وتقليل استخدام المأوى.

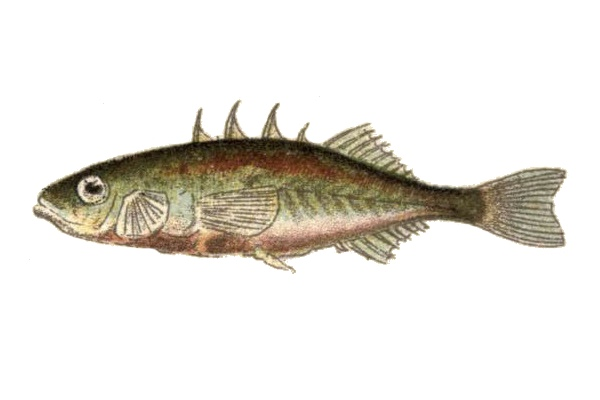
تتعلم الأسماك المفترسة أن تتجنب سمك أبو شوكة ذات الأشواك

تشير الدراسات إلى أن الأسماك تظهر استجابات سلوكية وقائية لمحفزات مؤلمة مفترضة.
عندما يحقن حمض الأسيتيك أو سم النحل في شفاه سلمون قوس قزح، فإنها تظهر سلوكًا هزازًا غير طبيعي من جانب إلى جانب على زعانفها، وتفرك شفاهها على طول جوانب وأرضيات الخزانات وتزيد من معدل التهوية. عندما حقن حمض الأسيتيك في شفاه أسماك دانيو المخطط، فإنها تستجيب بتقليل نشاطها. يعتمد حجم هذه الاستجابة السلوكية على تركيز حمض الأسيتيك.
تختلف الاستجابات السلوكية للمنبهات الضارة بين أنواع الأسماك. يُظهر الشبوط الشائع المحفز بشكل ضار سلوك تأرجح شاذ ويفرك شفتيه على جدران الخزان، ولكن لا يغير السلوكيات الأخرى أو معدل التهوية. في المقابل، يقلل سمك دانيو المخططمن تكرار السباحة ويزيد من معدل التهوية ولكن لا يظهر سلوكًا شاذًا. سلمون قوس قزح، مثل دانيو المخطط، يقلل من وتيرة السباحة ويزيد من معدل التهوية. البلطي النيلي، استجابة لمشبك زعنفة السمكة، يزيد نشاطه في السباحة ويقضي وقتًا أطول في المنطقة الخفيفة من حوضه.
منذ هذا العمل الأول، أظهرت سنيدون وزملاؤها أن سمك السلمون قوس قزح والقرموط ودانيو المخطط التي تتعرض لتحفيز ضار تظهر تغيرات سريعة في الفسيولوجيا والسلوك تستمر لمدة تصل إلى 6 ساعات وبالتالي ليست ببساطة ردود فعل عصبية.
تظهر يرقات دانيو المخطط البالغة من العمر خمسة أيام زيادة تعتمد على التركيز في النشاط الحركي استجابة لتركيزات مختلفة من حمض الأسيتيك المخفف. هذه الزيادة في النشاط الحركي مصحوبة بزيادة في حمض نووي ريبوزي رسول، مما يدل على أن مسارات مسبب للألم يتم تنشيطها أيضًا.
تظهر الأسماك استجابات مختلفة للمنبهات الضارة المختلفة، حتى عندما تكون متشابهة على ما يبدو. يشير هذا إلى أن الاستجابة مرنة وليست مجرد رد فعل مسبب للألم. أظهر سمك القد الأطلسي المحقون في الشفة بحمض الأسيتيك أو الكابسيسين أو ثقب الشفة بخطاف صيد تجاري، استجابات مختلفة لهذه الأنواع الثلاثة من التحفيز الضار. أظهرت أسماك القد المعالجة بحمض الخليك والكابسيسين تحومًا متزايدًا بالقرب من قاع الخزان وتقليل استخدام المأوى. ومع ذلك، أظهر سمك القد المعقوف فقط نوبات قصيرة من اهتزاز الرأس.

### تعلم التجنب
قدمت التجارب المبكرة دليلاً على أن الأسماك تتعلم الاستجابة للمنبهات الضارة المفترضة. على سبيل المثال، تتغذى الضفادع (متعلجمات) عندما تتعرض لصدمات كهربائية، ولكن بعد الصدمات المتكررة، فإنها تنخر بمجرد رؤية القطب. تظهر الدراسات الحديثة أن كلاً من الأسماك الذهبية والسلمون يتعلمان تجنب المواقع التي يتعرضون فيها للصدمات الكهربائية. تتلقى أسماك أبو شوكة بعض الحماية من الأسماك المفترسة من خلال أشواكها. وجد الباحثون أن البايك والجثم قاما بتقطيعهما في البداية ثم رفضهما. بعد بضع تجارب، تعلم البايك والجثم تجنب شراب البحر تمامًا. عندما تمت إزالة العمود الفقري، اختفت حمايتها. علاوة على ذلك، يتسم تعلم التجنب هذا بالمرونة ويرتبط بشدة الحافز.

### المقايضات في التحفيز

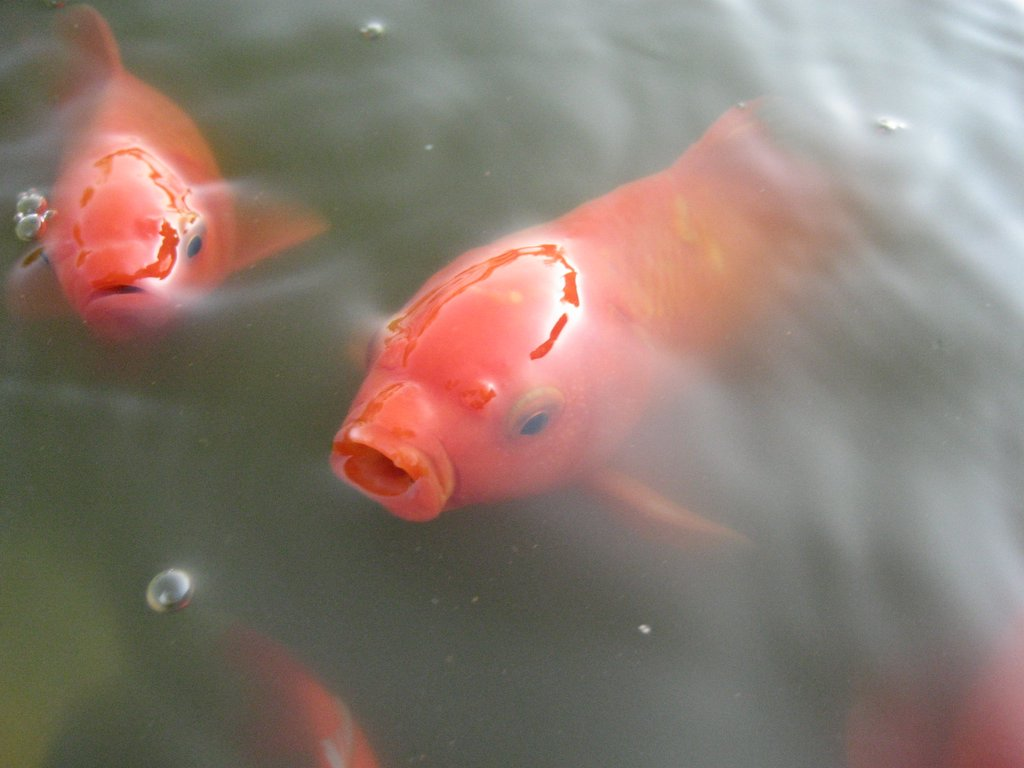
تفاضل السمكة الذهبية بين دوافعها للتغذية أو تجنب الحافز الضار الحاد

قد تغير التجربة المؤلمة الدافع وراء الاستجابات السلوكية الطبيعية.
في دراسة عام 2007، درب السمك الذهبي للتغذية في مكان معين في الحوض الزجاجي حيث تلقت بعد ذلك صدمة كهربائية. وقد انخفض عدد محاولات التغذية والوقت المستغرق في منطقة التغذية/الصدمة مع زيادة شدة الصدمة، ومع زيادة الجوع، زاد عدد محاولات التغذية ومدتها، كما زادت ردود الفعل للهروب عند دخول هذه المنطقة. واقترح الباحثون أن السمك الذهبي يجرون تجارة بين دافعيتهم للتغذية ودافعيتهم لتجنب المحفز الضار الحاد.
يتجنب سلمون قوس قزح بطبيعة الحال الحداثة (أي أنها كارهة للأكل ). تصف فيكتوريا بريثويت دراسة وضع فيها لبنة لعبة ليغو ذات ألوان زاهية في خزان سلمون قوس قزح. وحقن السمك في الشفة بكمية صغيرة من المحلول الملحي مما أدى إلى تجنب استخدام قوالب الليغو، ومع ذلك، فإن السمك المحقون بحمض الأسيتيك يقضي وقتًا أطول بكثير بالقرب من قطعة اليغو. عندما تكررت الدراسة ولكن مع إعطاء الأسماك المورفين أيضًا، عادت استجابة التجنب في تلك الأسماك المحقونة بحمض الأسيتيك ولا يمكن تمييزها عن استجابات الأسماك المحقونة بالملح.
لاستكشاف إمكانية التجارة بين الاستجابة للمحفز الضار والانتباه للفرائس، قدم الباحثون المحفز المنافس، وهو مؤشر على وجود فريسة. يتوقف الأسماك التي تتعرض لمحفز ضار عن إظهار استجابات مكافحة الفريسة، مما يشير إلى أن الألم يصبح دافعهم الرئيسي. وقد بحثت نفس الدراسة المقايضة المحتملة بين الاستجابة للمحفز الضار والوضع. وكانت استجابات سمك القزل الأحمر المعالجة بشكل ضار تختلف اعتمادًا على درجة التعرف على الأسماك التي وضعوا معها. واقترح الباحثون إلى أن نتائج التغييرات المحفزة والمفاضلة المرتبطة بها توفر دليلاً على المعالجة المركزية للألم بدلاً من مجرد إظهار رد فعل عصبي للتحسس الألمي.

### دفع تكلفة فقدان الألم
يُسمح لسمك دانيو المخطط بالوصول إلى غرفة قاحلة ومضاءة بألوان زاهية أو غرفة غنية تفضل المنطقة المخصبة. عندما تحقن هذه الأسماك بحمض الخليك أو محلول ملحي كعنصر تحكم، فإنها لا تزال تختار نفس الحجرة المخصبة. ومع ذلك، إذا أذيب المُسكن في غرفة قاحلة، وأقل تفضيلًا، فإن دانيو المخطط المحقون بحمض ضار يفقد تفضيله ويقضي أكثر من نصف وقته في الغرفة القاحلة الأقل تفضيلًا سابقًا. يشير هذا إلى مقايضة في التحفيز، علاوة على ذلك، فهم على استعداد لدفع تكلفة للدخول في بيئة أقل تفضيلًا للوصول إلى تخفيف الآلام.

### القدرة المعرفية والاحساس
تشير قدرات تعلم الأسماك الموضحة في مجموعة من الدراسات إلى عمليات إدراكية معقدة أكثر تعقيدًا من التعلم النقابي البسيط. تشمل الأمثلة القدرة على التعرف على الرفقاء، وتجنب الأماكن (لعدة أشهر أو سنوات) التي واجهوا فيها حيوانًا مفترسًا أو قبض عليهم على خطاف وتشكيل خرائط ذهنية.
لقد قيل إنه على الرغم من أن القدرة المعرفية العالية قد تشير إلى احتمال أكبر لتجربة الألم، إلا أنها تمنح هذه الحيوانات أيضًا قدرة أكبر على التعامل مع هذا، مما يترك الحيوانات ذات القدرة المعرفية المنخفضة مشكلة أكبر في التعامل مع الألم.

## معايير إدراك الألم
اقترح العلماء أيضًا أنه بالاقتران مع الحجة بالقياس، يمكن استخدام معايير علم وظائف الأعضاء أو الاستجابات السلوكية لتقييم احتمالية إدراك الحيوانات غير البشرية للألم. فيما يلي جدول معايير اقترحه سنيدون وآخرون.
| المعايير                                            |            |                   |                 |                     |
| المعايير                                            | أسماك الفك | الأسماك الغضروفية | الأسماك العظمية | الأسماك ذات الزعانف |
| --------------------------------------------------- | ---------- | ----------------- | --------------- | ------------------- |
| لديه مستقبلات للألم                                 | ؟          | ؟                 | Green tick      | ؟                   |
| مسارات للجهاز العصبي المركزي                        | ؟          | ؟                 | Green tick      | ؟                   |
| المعالجة المركزية في الدماغ                         | ؟          | ؟                 | Green tick      | ؟                   |
| مستقبلات الأدوية المسكنة                            | ؟          | ؟                 | Green tick      | ؟                   |
| الاستجابات الفسيولوجية                              | ؟          | ؟                 | Green tick      | ؟                   |
| الابتعاد عن المحفزات الضارة                         | ؟          | ؟                 | Green tick      | ؟                   |
| التغييرات السلوكية من القاعدة                       | ؟          | ؟                 | Green tick      | ؟                   |
| السلوك الوقائي                                      | ؟          | ؟                 | Green tick      | ؟                   |
| تقليل الاستجابات بالأدوية المسكنة                   | ؟          | ؟                 | Green tick      | ؟                   |
| الإدارة الذاتية للتسكين                             | ؟          | ؟                 | Green tick      | ؟                   |
| الاستجابات ذات الأولوية العالية على المحفزات الأخرى | ؟          | ؟                 | Green tick      | ؟                   |
| دفع تكلفة الوصول إلى التسكين                        | ؟          | ؟                 | Green tick      | ؟                   |
| الخيارات / التفضيلات السلوكية المتغيرة              | ؟          | ؟                 | Green tick      | ؟                   |
| تعلم الإغاثة                                        | ؟          | ؟                 | Green tick      | ؟                   |
| الاحتكاك أو العرج أو الحراسة                        | ؟          | ؟                 | Green tick      | ؟                   |
| دفع تكلفة لتجنب التحفيز                             | ؟          | ؟                 | Green tick      | ؟                   |
| المفاضلات مع المتطلبات الأخرى                       | ؟          | ؟                 | Green tick      | ؟                   |

في الجدول، تشير علامة  إلى دليل إيجابي وعلامة ؟ تدل على أنه لم يتم اختباره أو أنه لا توجد أدلة كافية.

## الآثار التجمعية

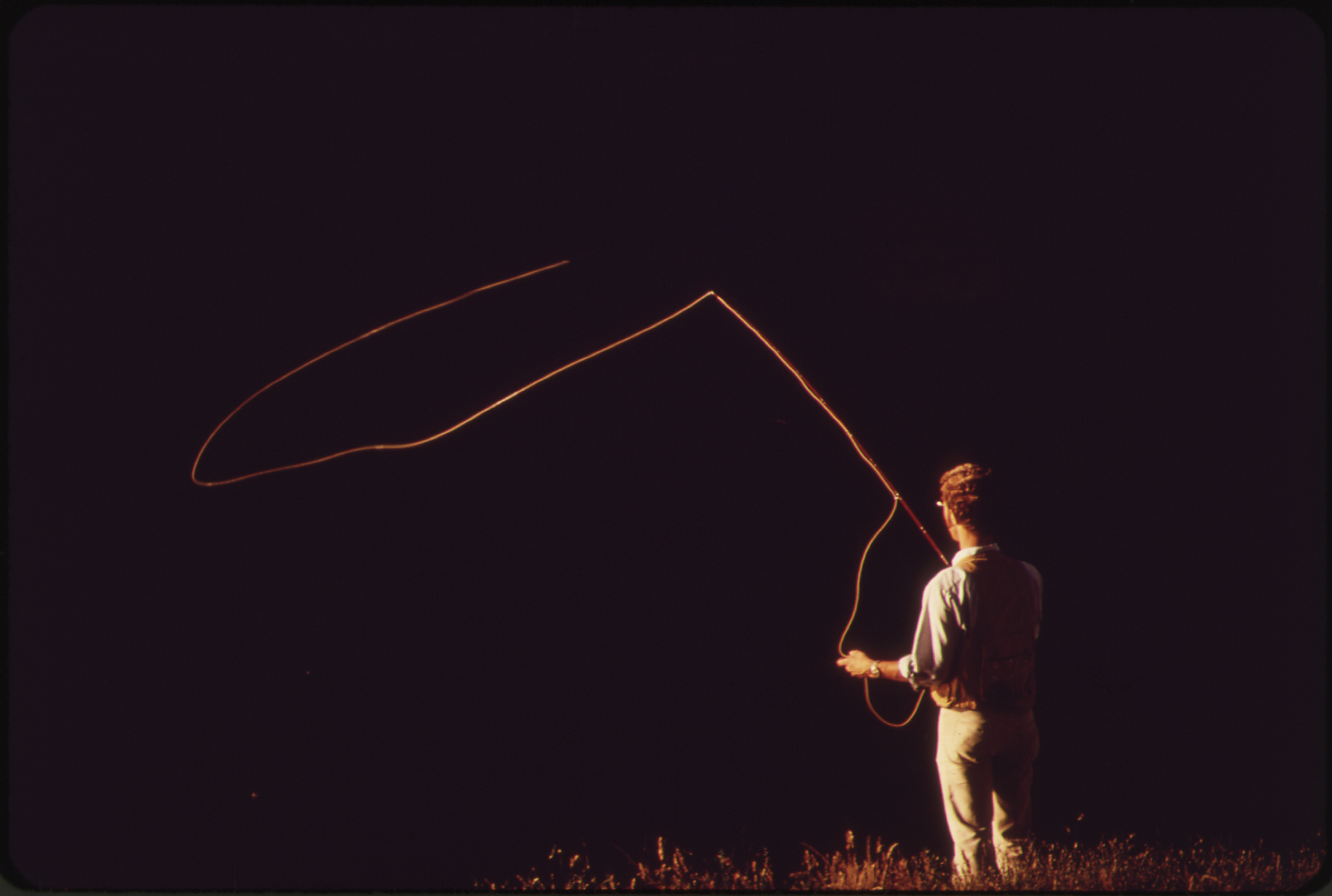
هناك مخاوف من أن الصيد بالصنارة يسبب الألم في الأسماك.

بالنظر إلى أن البعض قد فسر المعلومات العلمية الموجودة على أنها تشير إلى أن الأسماك قد تشعر بالألم، فقد أقترح تطبيق المبادئ الوقائية على الصيد التجاري، والذي من المحتمل أن يكون له عواقب متعددة.
أثار كل من العلماء والمدافعين عن حماية الحيوان مخاوف بشأن المعاناة المحتملة (الألم والخوف) من الأسماك بسبب الصيد بالصيد.
تشمل الآثار التجمعية الأخرى للأسماك التي تعاني من الألم التعرض الحاد والمزمن للملوثات، ومصايد الأسماك التجارية والرياضية (مثل الإصابة أثناء الصيد بشباك الجر، ووضع العلامات / قص الزعانف أثناء تقييم المخزون، وتلف الأنسجة، والإرهاق البدني، ونقص الأكسجين الشديد أثناء الصيد، والألم والإجهاد أثناء الذبح.، استخدام الطعم الحي)، تربية الأحياء المائية (مثل وضع العلامات / تقليم الزعانف، كثافات التخزين العالية التي تؤدي إلى زيادة العدوانية، الحرمان من الطعام لعلاج الأمراض أو قبل الحصاد، الإزالة من الماء للتربية الروتينية، الألم أثناء الذبح)، أسماك الزينة (على سبيل المثال المصيد بواسطة قد يكون للتسمم شبه المميت، والحالات الجسدية المعاكسة الدائمة بسبب التربية الانتقائية)، والبحث العلمي (مثل التعديل الوراثي) آثار ضارة على الرفاهية، والحالات الجسدية والفسيولوجية والسلوكية المعاكسة المفروضة عمدًا، والصيد الكهربائي، والوسم، وقص الزعانف أو الوسم بطريقة أخرى الأسماك، إجراءات المناولة التي قد تسبب الإصابة.
يشير برومان وآخرون إلى أنه إذا استمرت البيئة التنظيمية في مسارها الحالي (إضافة المزيد من أصناف الحيوانات المائية إلى تلك الخاضعة للتنظيم بالفعل)، يمكن تقييد النشاط في بعض القطاعات بشدة، بل وحتى حظره. يجادلون كذلك بأن توسيع الحماية القانونية للحيوانات المائية هو خيار مجتمعي، لكنهم يؤكدون أن الاختيار لا ينبغي أن يُعزى إلى دعم قوي من مجموعة من الأبحاث التي لم توجد بعد، وقد لا توجد أبدًا، وعواقب اتخاذ هذا القرار يجب أن تزن بعناية.

### تشريع
في المملكة المتحدة، يحمي التشريع الذي يحمي الحيوانات أثناء البحث العلمي، "قانون الحيوانات (الإجراءات العلمية) لعام 1986" الأسماك من اللحظة التي تصبح فيها قادرة على التغذية المستقلة. التشريع الذي يحمي الحيوانات في معظم الظروف الأخرى في المملكة المتحدة هو "قانون رعاية الحيوان لعام 2006" والذي ينص في القانون على أن "الحيوان" يعني الفقاريات بخلاف الإنسان "، بما في ذلك الأسماك بشكل واضح.
في الولايات المتحدة، التشريع الذي يحمي الحيوانات أثناء البحث العلمي هو "قانون رعاية الحيوان". هذا لا يشمل حماية الحيوانات "ذوات الدم البارد"، بما في ذلك الأسماك.
ينص قانون حقوق الحيوان النرويجي لعام 1974 على أنه يتعلق بالثدييات والطيور والضفادع والسمندل والزواحف والأسماك والقشريات.
تقدم مقالة 2018 من قبل هوارد برومان وزملاؤه نظرة عامة على ما تعنيه وجهات النظر المختلفة فيما يتعلق بألم الأسماك ورفاهيتها في سياق تربية الأحياء المائية، ومصايد الأسماك التجارية، ومصايد الأسماك الترفيهية، والبحوث.

## الجدل

### الجهاز العصبي
لقد قيل إن الأسماك لا يمكن أن تشعر بالألم لأنها لا تمتلك كثافة كافية من الألياف العصبية المناسبة. يحتوي العصب الجلدي البشري النموذجي على 83% مجموعة الألياف العصبية سي، ومع ذلك، فإن نفس الأعصاب لدى البشر الذين يعانون من عدم الحساسية الخلقية للألم تحتوي فقط على 24-28% ألياف من النوع سي. بناءً على ذلك، جادل جيمس روز، من جامعة وايومنغ، بأن غياب الألياف من النوع سي في أسماك القرش والأشعة الغضروفية يشير إلى أن الإشارات التي تؤدي إلى إدراك الألم من المحتمل أن تكون مستحيلة، والأعداد المنخفضة للأسماك العظمية (على سبيل المثال 5% من أسماك الكارب والسلمون المرقط) تشير إلى أن هذا أمر مستبعد جدًا بالنسبة لهذه الأسماك. يُعتقد أن الألياف من مجموعة الألياف العصبية أ، التي يُعتقد أنها تؤدي إلى تفاعلات تجنب، شائعة في الأسماك العظمية، على الرغم من عدم وجودها في أسماك القرش أو الأشعة.
تخلص روز إلى أن الأسماك قد نجت بشكل جيد من منظور تطوري دون النطاق الكامل للإلمام النموذجي للإنسان أو الثدييات الأخرى. يقول البروفيسور كولوم براون من جامعة ماكواري، سيدني، أن الأدلة قد استخدمت كدليل على النقص. تفسير خاطئ جوهري للطريقة العلمية، وقد استخدم للإشارة إلى أن أسماك القرش والشفنين لا تشعر بالألم. ويؤكد أن حقيقة أن الشعور بالألم يحدث في الأسماك الخالية من الفك، وكذلك في الأسماك العظمية، تشير إلى أن التفسير الأكثر شحًا هو أن أسماك القرش تمتلك هذه القدرات، لكننا لم نفهم بعد أن المستقبلات أو الألياف لقد حددنا أنها تعمل بطريقة جديدة. ويشير إلى أن التفسير البديل هو أن الخياشيم فقدت القدرة على الشعور بالألم، وسيتعين على المرء أن يأتي بحجة مقنعة للغاية للقيمة التكيفية لمثل هذه الخسارة في تصنيف واحد في المملكة الحيوانية بأكملها. يقول البروفيسور بروم من جامعة كامبريدج، إن الشعور بالألم يمنح الفقاريات المعقدة النشطة ميزة انتقائية من خلال التعلم والاستجابة، مما يسمح لها بالبقاء في بيئتها. تعد أنظمة الألم والخوف قديمة للغاية من الناحية التطورية، ومن ثم فمن غير المرجح أن تظهر فجأة في الثدييات أو البشر.

#### المخ
في عام 2002، نشرت روز مراجعات تجادل بأن الأسماك لا تشعر بالألم لأنها تفتقر إلى القشرة المخية الحديثة في الدماغ. ستستبعد هذه الحجة أيضًا إدراك الألم لدى معظم الثدييات وجميع الطيور والزواحف. ومع ذلك، في عام 2003، خلص فريق بحث بقيادة لين سنيدون إلى أن أدمغة سلمون قوس قزح تطلق الخلايا العصبية بنفس الطريقة التي تعمل بها أدمغة البشر عند الشعور بالألم. انتقدت روز الدراسة، مدعيا أنها معيبة، لأنها لم تقدم دليلاً على أن الأسماك تمتلك "وعيًا واعيًا، خاصة نوع من الإدراك يشبه إدراكنا بشكل هادف".
روز، ومؤخراً براين كي من جامعة كوينزلاند، يجادلون بأنه نظرًا لأن دماغ السمكة يختلف كثيرًا عن دماغ الإنسان، فمن المحتمل ألا تكون الأسماك واعية بالطريقة التي يتصرف بها البشر، وبينما قد تتفاعل الأسماك في بطريقة مشابهة للطريقة التي يتفاعل بها البشر مع الألم، فإن ردود الفعل في حالة الأسماك لها أسباب أخرى. تقول روز إن الدراسات التي تشير إلى أن الأسماك يمكن أن تشعر بالألم كانت تخلط بين الشعور بالألم والشعور بالألم. "الألم مبني على الوعي. القضية الأساسية هي التمييز بين الألم والألم. سيظل الشخص الذي يخدر في غرفة العمليات يستجيب جسديًا لمنبه خارجي، لكنه لن يشعر بالألم". وفقًا لروز وكي، فإن الأدبيات المتعلقة بمسألة الوعي في الأسماك عرضة للتجسيد، وهناك حاجة إلى توخي الحذر لتجنب عزو القدرات الشبيهة بالإنسان إلى الأسماك بشكل خاطئ.
ومع ذلك، لا يمكن لأي حيوان آخر أن ينقل بشكل مباشر كيف يشعر ويفكر، ولم تنشر روز وكي دراسات تجريبية لإثبات أن الأسماك لا تشعر بالألم. يقترح سنيدون أنه من الممكن تمامًا أن تطور الأنواع ذات المسار التطوري المختلف أنظمة عصبية مختلفة لأداء الوظائف نفسها (أي التطور المتقارب )، كما أظهرت الدراسات التي أجريت على أدمغة الطيور. يتفق كي على أن الوعي الظاهراتي من المحتمل أن يحدث في الثدييات والطيور، ولكن ليس في الأسماك. تقول عالم سلوك الحيوان، تمبل جراندين، إن الأسماك لا يزال بإمكانها امتلاك وعي بدون القشرة المخية الحديثة لأن "الأنواع المختلفة يمكنها استخدام هياكل وأنظمة دماغية مختلفة للتعامل مع الوظائف نفسها". يقترح سنيدون أن اقتراح وظيفة تنشأ فجأة بدون شكل بدائي يتحدى قوانين التطور.
يعتقد باحثون آخرون أيضًا أن وعي الحيوان لا يتطلب قشرة مخية حديثة، ولكن يمكن أن ينشأ من شبكات دماغية متماثلة تحت القشرة. اقترح أن دارات جذع الدماغ يمكن أن تولد الألم. وهذا يشمل البحث مع الأطفال الذين يعانون من انعدام الدماغ الذين، على الرغم من فقدان أجزاء كبيرة من القشرة المخية لديهم، يعبرون عن مشاعرهم. هناك أيضًا أدلة من دراسات التنشيط تُظهر مشاعر توسط جذع الدماغ لدى البشر العاديين واستجابات انسحاب الجنين للتحفيز الضار ولكن قبل تطور القشرة.
في الأوراق البحثية المنشورة في عامي 2017 و2018، لخص مايكل وودروف عددًا كبيرًا من المقالات البحثية التي، على عكس استنتاجات روز وكي، تدعم بقوة الفرضية القائلة بأن التنظيم التشريحي العصبي لسمك الباليوم وعلاقاته مع الهياكل السفلية، خاصة تلك التي تحتوي على نواة ما قبل الكبيبة والسقف، معقدة بما يكفي لتكون مماثلة لدائرة القشرة والمهاد المفترض أنها تكمن وراء الإحساس في الثدييات. أضاف البيانات الفيزيولوجية العصبية والسلوكية إلى هذه الملاحظات التشريحية التي تدعم أيضًا الفرضية القائلة بأن الباليوم جزء مهم من الشبكة الهرمية التي اقترحها فينبرغ ومالات لتأسيس الوعي في الأسماك.

### الاستجابات الوقائية
تميزت أعمال سنيدون بالاستجابات السلوكية في سلمون قوس قزح والكارب الشائع وسمك دانيو المخطط. ومع ذلك، عندما كرر نيوباي وستيفنز هذه التجارب دون تخدير، لم يلاحظ سلوك التأرجح والفرك، مما يشير إلى أن بعض استجابات الألم المزعومة التي لاحظها سنيدون وزملاؤه كانت على الأرجح بسبب تعافي السمكة من التخدير. لكن نيوباي وستيفنز، في محاولة لتكرار البحث الذي أجراه مختبر سنيدون، استخدموا بروتوكولًا مختلفًا عن البروتوكول المنشور بالفعل. يمكن أن يُعزى عدم وجود سلوكيات فرك غير طبيعية واستئناف التغذية في تجربة نيوباي وستيفنز إلى حقنهم لمثل هذا التركيز العالي من الحمض. إذا لم تنقل أي معلومات مسببة للألم إلى الجهاز العصبي المركزي، فلن تحدث تغييرات سلوكية. يوضح سنيدون أن هذا يوضح أهمية اتباع التصميم التجريبي للدراسات المنشورة للحصول على نتائج قابلة للمقارنة.
يجادل العديد من الباحثين حول تعريف الألم المستخدم في الدراسات السلوكية، حيث أن الملاحظات المسجلة كانت متناقضة وغير مؤكدة وغير قابلة للتكرار من قبل باحثين آخرين. في عام 2012، جادلت روز بأن الأسماك تستأنف "التغذية والنشاط الطبيعي فورًا أو بعد الجراحة بفترة وجيزة". لكن ستوسكوف اقترح أن الأسماك قد تستجيب للمنبهات المزمنة بطرق خفية. وتشمل هذه التغييرات اللون، والتعديلات في الموقف والاستخدام المختلف لعمود الماء، وأنه قد تفوت هذه السلوكيات الأكثر دقة، بينما قال فاغنر وستيفنز إن هناك حاجة إلى مزيد من الاختبارات لفحص المزيد من السلوكيات.
قال نوردغرين إن الاختلافات السلوكية التي وجدوها استجابة لدرجات الحرارة غير المريحة أظهرت أن الأسماك تشعر بألم انعكاسي وإدراكي. قال نوردجرين: "تُظهر التجربة أن الأسماك لا تستجيب فقط للمنبهات المؤلمة بردود الفعل، بل تغير سلوكها أيضًا بعد الحدث". "جنبًا إلى جنب مع ما نعرفه من التجارب التي أجرتها مجموعات أخرى، يشير هذا إلى أن الأسماك تدرك بوعي حالة الاختبار على أنها مؤلمة وتتحول إلى سلوكيات تدل على أنها مرت بتجربة مكروهة." في عام 2012، استعرضت روز وآخرون هذا ودراسات أخرى خلصت إلى أنه عُثر على الألم في الأسماك. وخلصوا إلى أن نتائج مثل هذا البحث ترجع إلى التصميم السيئ وسوء التفسير، وأن الباحثين لم يتمكنوا من التمييز بين الاكتشاف اللاواعي للمنبهات الضارة (الإحساس بالألم) والألم الواعي.
في عام 2018، نشر سنيدون ودونالد بروم وكولوم براون وآخرون ورقة بحثية وجدت أنه على الرغم من الدليل التجريبي، لا يزال المشككون ينكرون أي شيء يتجاوز الاستجابات الانعكاسية في الأسماك ويذكرون أنهم غير قادرين على القدرات المعرفية المعقدة. أظهرت الدراسات الحديثة حول التعلم أن أسماك القرش الأنظف، وكذلك الببغاوات، تؤدي أداءً أفضل من الشمبانزي أو إنسان الغاب أو قرود الكابوتشين في مهمة تعليمية معقدة حيث يتعين عليهم تعلم التمييز بين مصادر الغذاء الموثوقة والمصادر غير الموثوقة. تتعلم السمكة الذهبية تجنب المنطقة التي أصيبوا فيها بصدمة كهربائية. حتى عندما يوفر الطعام مسبقًا في هذه المنطقة ويكون لدى الأسماك دافع قوي لقضاء بعض الوقت هناك، فإنها تتجنبها لمدة ثلاثة أيام، وفي ذلك الوقت يستبدلون جوعهم بخطر التعرض لصدمة أخرى. هذا يدل على عملية صنع القرار المعقدة التي تتجاوز ردود الفعل البسيطة.

## مقالات ذات صلة
- ذكاء الحيوانات
- الوعي الحيواني
- قسوة على الحيوانات
- تناول الأطعمة البحرية الحية[الإنجليزية]
- أخلاقيات أكل اللحوم
- الأخلاقيات الشعور غير المؤكد
- ذكاء الأسماك[الإنجليزية]
- الوضع الأخلاقي للحيوانات في العالم القديم[الإنجليزية]
- الألم عند الحيوانات[الإنجليزية]
- إحساسية